# Hasenchartbreaker
Hasenchartbreaker ist nach The Schlechtst of Knorkator das zweite Musikalbum der Band Knorkator.

## Entstehungsgeschichte
Produziert wurde es 1999 von Alf Ator und Strossner Sound Systeme. Der Name des Albums wurde als Kofferwort aus Hasenscharte und Chartbreaker von Alf Ator kreiert.
Mit dem als Single ausgekoppelten Song Ick wer zun Schwein bewarb Knorkator sich 2000 beim Wettbewerb Deutsche Vorentscheidung zum Eurovision Song Contest 2000 und verfehlte nur knapp den 3. Platz. Dieser Song war ursprünglich nur als separate Single erhältlich. Aus kommerziellen Gründen wurde das Lied dem Album hinzugefügt. Auch die Titel A, Weihnachtsschimpfe und Weg nach unten waren bereits auf früheren Tonträgern der Band enthalten. Zudem enthält Hasenchartbreaker Coverversionen von den Beatles (With a Little Help from My Friends), AC/DC (Highway to Hell) und den Puhdys (Geh zu ihr). AC/DCs Highway to Hell wurde mit Operngesang umgesetzt.

## Titelliste
1. Hardcore – 3:50
2. Der Buchstabe (PFF) – 4:08
3. Ich bin ein ganz besond’rer Mann – 4:10
4. Schlüpfer – 3:45
5. Das Lied – 3:56
6. Die Narrenkappe – 4:10
7. With a Little Help from My Friends – 3:26
8. Highway to Hell – 3:58
9. Alles ist Scheiße – 3:58
10. Geh zu ihr – 3:36
11. Wenn mir einer was will – 2:08
12. Weg nach unten – 3:06
13. A – 2:50
14. Weihnachtsschimpfe – 4:44
15. Ick wer zun Schwein (erst ab der zweiten Auflage des Albums enthalten) – 3:02

## Musikstil und Texte
Wie bereits auf dem Debütalbum spielt die Gruppe einen Musikstil, der stark an Oomph! und Rammstein angelehnt ist. Auf dem Zweitwerk kommen außerdem Elemente aus dem Techno und der klassischen Musik hinzu. Der Gesang pendelt zwischen einem harten, schreienden Gesangsstil, Klargesang und Falsett. Hinzu kommt zweistimmiger Gesang.
Die Texte sind wieder humoristisch gehalten und enthalten überwiegend Fäkalhumor, so berichtet Ich bin ein ganz besond’rer Mann von einem Menschen, der mit seinem Arschloch essen kann. Schlüpfer behandelt die Probleme, die man hat, wenn keine frische Unterhose im Schrank ist.

## Rezeption
Nach dem deutschen Vorentscheid zum Songcontest 2000 stand für den TV-total-Moderator Stefan Raab fest, dass Knorkator eingeladen werden musste. Er überreichte ihnen in seiner Sendung TV total den „Goldenen Ehren-Raab“. Raab widersprach außerdem der Behauptung, welche die Bild nach dem Auftritt in Umlauf brachte, Knorkator seien Rüpel und Skandalrocker. Die Bild-Zeitung schrieb „Wer ließ diese Irren ins Fernsehen?“ Man sah vier Männer in weißen Plüschklamotten wild umher springen und während andere Interpreten stocksteif da standen, zerhackten Knorkator ihr Klavier mit einer Plüschaxt.
Der Kritiker Daniel Straub vom Online-Magazin Laut.de vergab vier von fünf möglichen Punkten und resümiert in seiner Rezension: „Ein absoluter Tip für Leute mit komischem Humor und Freude am Absurden.“ Er lobt insbesondere die musikalischen Fähigkeiten der Band: „Erstaunliche Bandbreite ihres Könnens, das sich längst nicht in fetten Gitarren und brüllendem Gesang erschöpft.“